# Washburn (Wisconsin)
Washburn és una població dels Estats Units a l'estat de Wisconsin. Segons el cens del 2000 tenia 2.280 habitants.

## Demografia
Segons el cens del 2000, Washburn tenia 2.280 habitants, 938 habitatges, i 589 famílies. La densitat de població era de 224,6 habitants per km².
Dels 938 habitatges en un 33% hi vivien nens de menys de 18 anys, en un 45% hi vivien parelles casades, en un 13,1% dones solteres, i en un 37,2% no eren unitats familiars. En el 33,2% dels habitatges hi vivien persones soles el 13,5% de les quals corresponia a persones de 65 anys o més que vivien soles. El nombre mitjà de persones vivint en cada habitatge era de 2,33 i el nombre mitjà de persones que vivien en cada família era de 2,97.
Per edats la població es repartia de la següent manera: un 26,6% tenia menys de 18 anys, un 6,2% entre 18 i 24, un 25,8% entre 25 i 44, un 25,2% de 45 a 60 i un 16,1% 65 anys o més.
L'edat mediana era de 40 anys. Per cada 100 dones de 18 o més anys hi havia 89,5 homes.
La renda mediana per habitatge era de 33.257 $ i la renda mediana per família de 40.781 $. Els homes tenien una renda mediana de 31.875 $ mentre que les dones 23.235 $. La renda per capita de la població era de 15.331 $. Aproximadament el 7,5% de les famílies i el 10,3% de la població estaven per davall del llindar de pobresa.

## Poblacions més properes
El següent diagrama mostra les poblacions més properes.